# ظلمة السفلى

تعديل مصدري - تعديل

ظلمه السفلى هي إحدى حارات حي ظلمة بمدينة ظلمة أحد مدن محافظة إب، بلغ تعداد سكانها 513 نسمة حسب تعداد اليمن لعام 2004.